# Francesca Lodo
Francesca Lodo (Cagliari, 1 de agosto de 1982) es una actriz, influencer, showgirl, personalidad de televisión y modelo italiana.

## Biografía
Francesca Lodo nació el 1 de agosto de 1982 en Cagliari, en Cerdeña (Italia), pero creció en Selargius, un pequeño pueblo de la provincia de Cagliari y cuando aún era una niña sus padres se separaron. Además, es prima de la corista y ex tejido de Striscia la notizia Giorgia Palmas.

## Carrera
Francesca Lodo se graduó en el instituto técnico lingüístico femenino de Cagliari y en esos mismos años jugaba voleibol. Pero cuando tiene un accidente en su ciclomotor tiene que dejar de entrenar. En 1999, a los diecisiete años, participó en el concurso de belleza Miss Mundo. Al año siguiente, en 2000, participó en el concurso organizado por Mediaset y emitido en Canale 5 Bellissima, junto a su prima Giorgia Palmas, y ocupó el segundo lugar en el concurso Bellissima nel mondo.
Su popularidad llegó en la temporada televisiva 2002-2003, cuando fue elegida como carta en el programa Passaparola, emitido en Canale 5 con la conducción de Gerry Scotti. En 2005 participó como concursante en la segunda edición del reality La fattoria, emitido por Canale 5 con la conducción de Barbara D'Urso. Al año siguiente, en 2006, era la cara del Meteo y presentó en Rete 4 la columna de TG4, titulada Sipario. En el mismo año posó como modelo desnuda para el calendario de la revista For Men Magazine e hizo su debut cinematográfico actuando el papel de Jennifer en la película Olè, dirigida por Carlo Vanzina, junto con Vincenzo Salemme y Massimo Boldi. En el mismo año fue invitada en el programa de televisión emitido en Rai 2 Quelli che... il calcio.
Además, también es testimonial y modelo para varias marcas como Triumph, Odi Odi, Borsalino y Moncler. En 2007 participó en el reality show emitido en Sky Vivo Reality Game. En 2010 participó en el programa de televisión Chiambretti Night, emitido en Canale 5 con la conducción de Piero Chiambretti. En 2016 fue testimonial de la colección de bikinis de Cristèl Carrisi. En 2021 participó como competidor en la decimoquinta edición de L'isola dei famosi, emitida en Canale 5 con la conducción de Ilary Blasi.

## Disputas
Francesca Lodo estuvo involucrada en el escándalo de Vallettopoli, término acuñado por los medios de comunicación italianos para designar la investigación realizada por el Ministerio público de Potenza entre 2006 y 2007: investigaciones que involucran a personalidades reconocidas del deporte, el espectáculo y la política, así como empresarios conocidos, y que hicieron mucho ruido, aunque posteriormente se archivaron muchos hilos, y se absolvió a casi todos los sospechosos. Además, en el escándalo también estuvo involucrada Belén Rodríguez, quien junto a Francesca fue acusada de producir drogas, pero Belén aseguró haber recibido la cocaína de ella. Posteriormente, Francesca demandó a su colega, afirmando que: Dejé el mundo de la televisión con un solo deber, poder finalmente demostrar que soy la persona que soy y no lo que la gente pensaba que era.

## Filmografía

### Actriz

#### Cine
| Año  | Título | Personaje | Director      |
| ---- | ------ | --------- | ------------- |
| 2006 | Olè    | Jennifer  | Carlo Vanzina |

## Programas de televisión
| Año       | Título                  | Cadeña    | Role                       |
| --------- | ----------------------- | --------- | -------------------------- |
| 1999      | Miss Mundo 1999         | Channel 5 | Ella Misma / Concursante   |
| 2000      | Bellissima              | Canale 5  | Ella Misma / Concursante   |
| 2002-2003 | Passaparola             | Canale 5  | Ella Misma / Letra pequeña |
| 2005      | La fattoria 2           | Canale 5  | Ella Misma / Concursante   |
| 2006      | Quelli che... il calcio | Rai 2     | Estella invitada           |
| 2006      | Meteo                   | Rete 4    | Conductora                 |
| 2006      | Sipario                 | Rete 4    | Conductora                 |
| 2007      | Reality Game            | Sky Vivo  | Ella Misma / Concursante   |
| 2010      | Chiambretti Night       | Canale 5  | Estella invitada           |
| 2021      | L'isola dei famosi 15   | Canale 5  | Ella Misma / Concursante   |